# Conservadurismo en Brasil

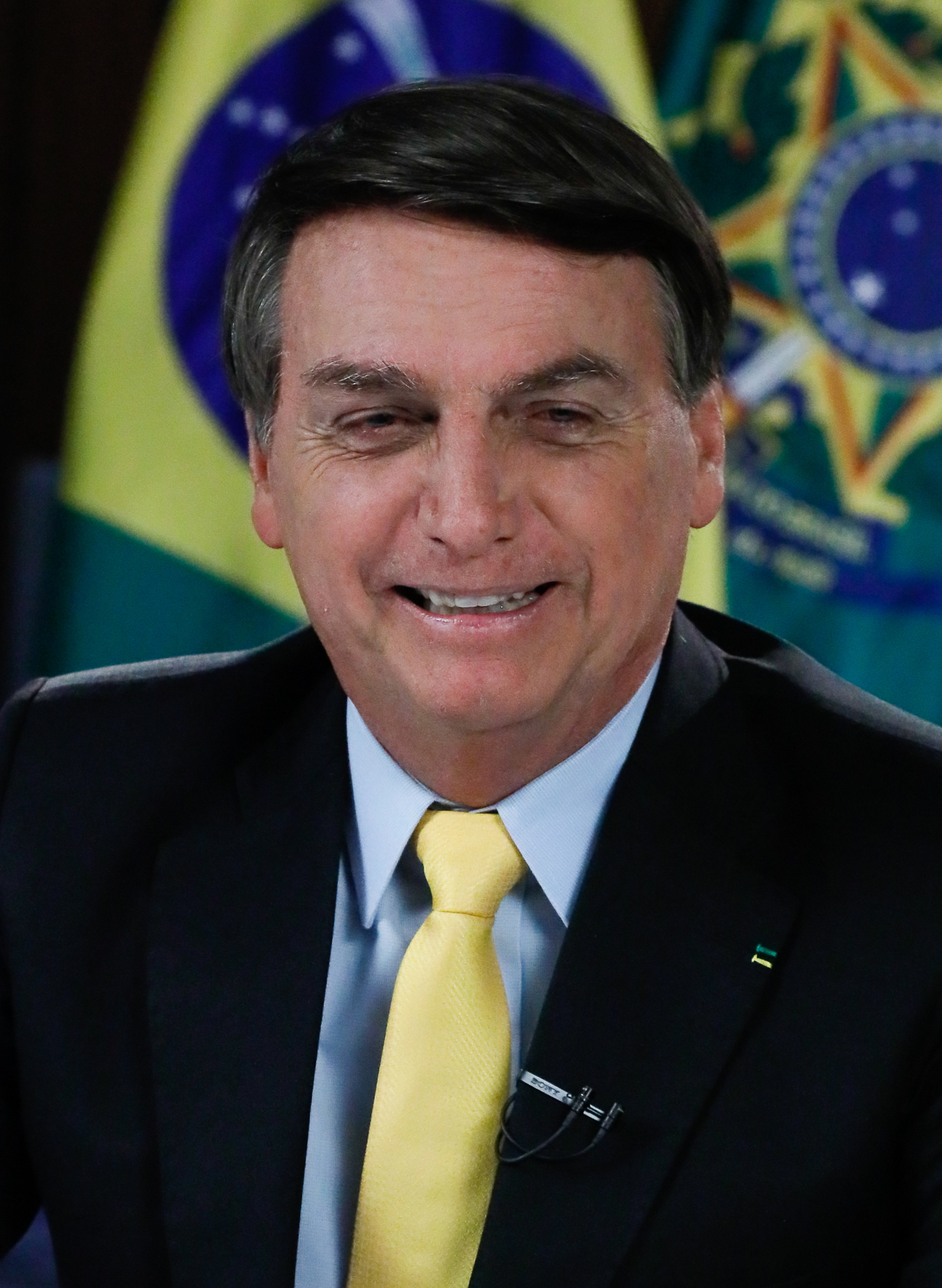
Jair Bolsonaro en 2020.

El conservadurismo en Brasil se refiere al movimiento derivado de ciertas tradiciones culturales de Brasil, así como la relación con las raíces culturales portugués-ibéricas y diversas influencias. El movimiento recibió influencias de la herencia romana y parte de la filosofía griega en su fundación en el cristianismo. Los puntos de vista conservadores más tradicionales y las características históricas incluyen la creencia en el federalismo político, el catolicismo y el monarquismo.

## Personas
El conservadurismo brasileño incluye nombres como:
- Gilberto Freyre[4][5][6] y José Osvaldo de Meira Penna en sociología;
- Paulo Francis, Augusto Nunes, Luís Ernesto Lacombe[7] y Percival Puggina en jornalismo;
- Bruno Tolentino en poesía;

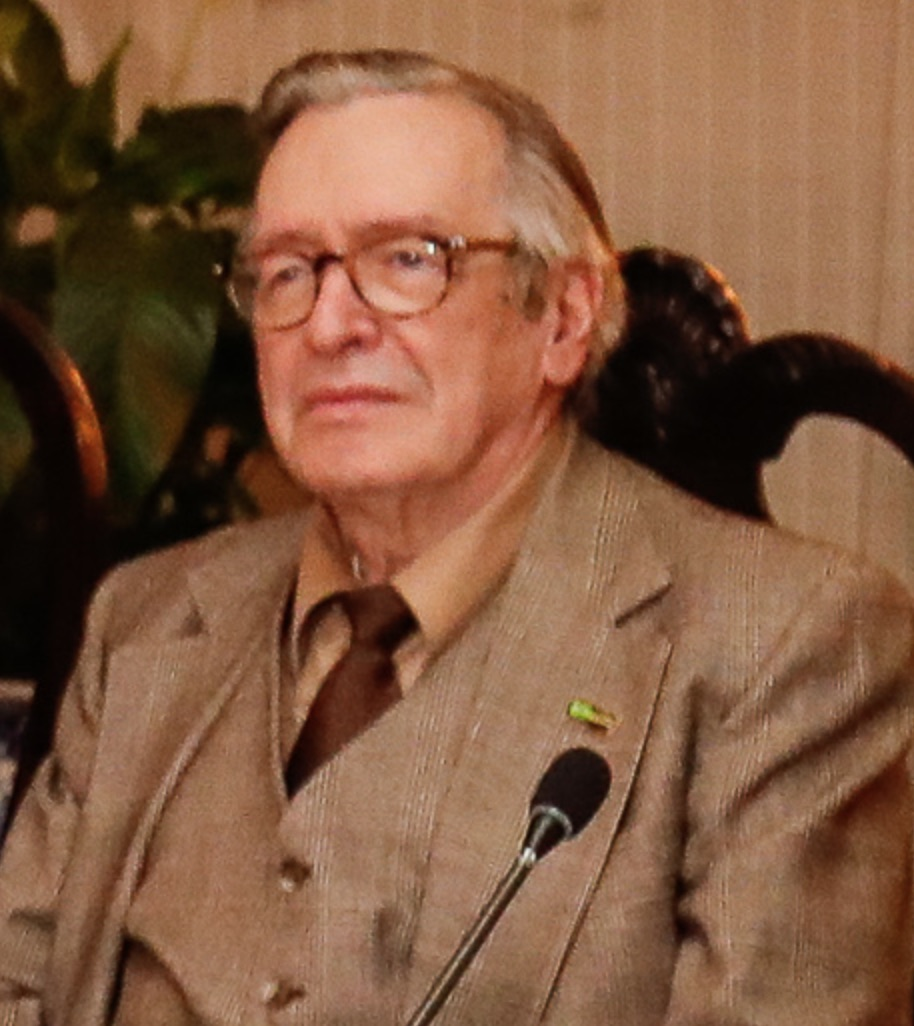
Olavo de Carvalho en 2019.

- Olavo de Carvalho en 2019.Sobral Pinto, Miguel Reale y Ives Gandra Martins en derecho;
- Plinio Corrêa de Oliveira, Gustavo Corção, el padre Paulo Ricardo[6] y el padre Léo en la Iglesia Católica;
- Silas Malafaia[8] en las iglesias protestantes;
- Mario Henrique Simonsen, Eugênio Gudin y Roberto Campos en economía;
- José Bonifácio,[9] Joaquim Nabuco,[10] Arlindo Veiga dos Santos, Enéas Carneiro,[11] Carlos Lacerda y el expresidente Jair Bolsonaro en política;
- Mário Ferreira dos Santos, Luiz Felipe Pondé[12] y Olavo de Carvalho en filosofía;
- Herberto Sales, Josué Montello, Yuri Vieira y Nelson Rodrigues[13] en literatura;
- Álvaro Lins, José Monir Nasser y Rodrigo Gurgel en crítica literaria;Padre Paulo Ricardo en 2016.

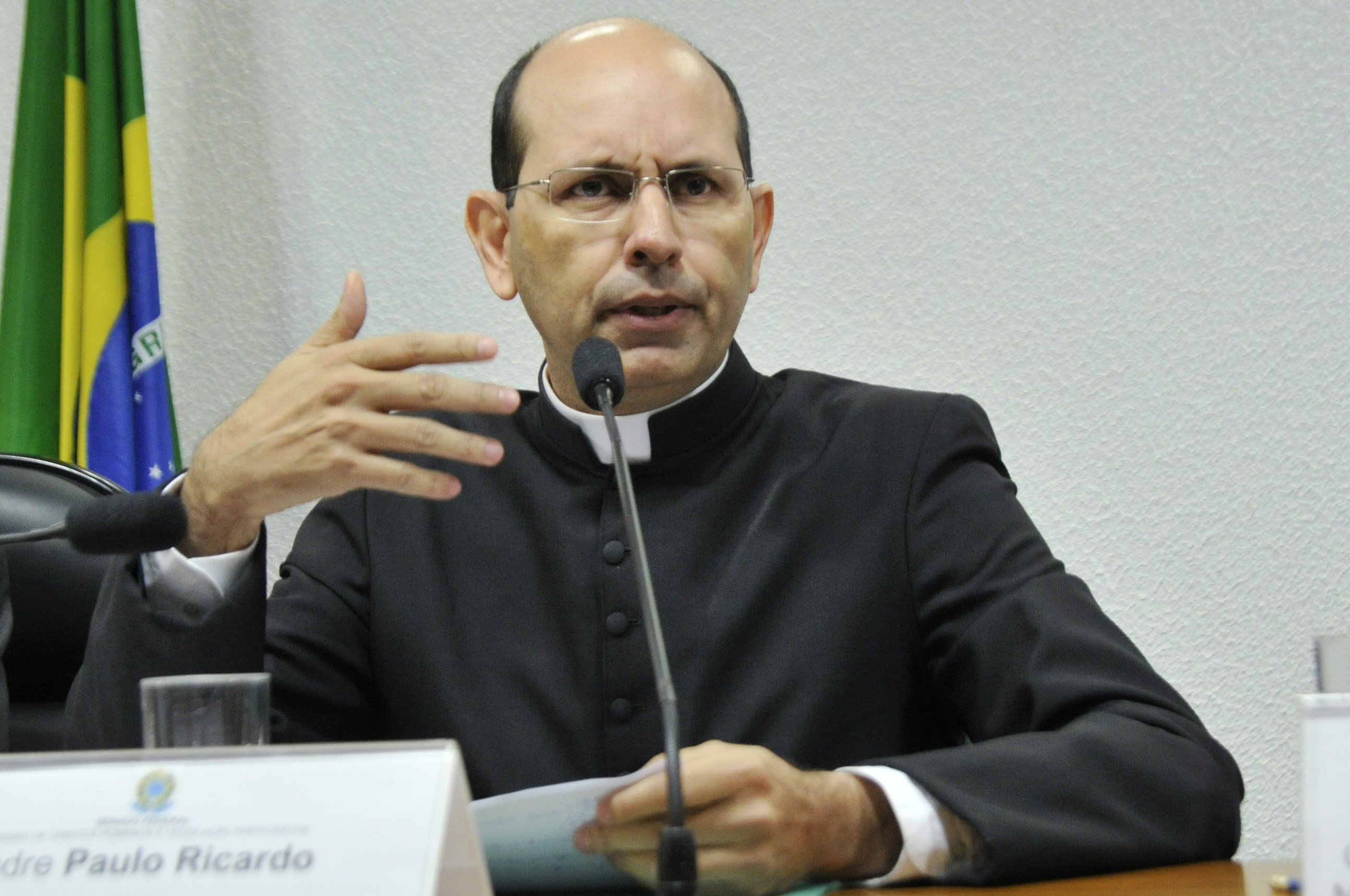
Padre Paulo Ricardo en 2016.

Plinio Corrêa de Oliveira.

- Plinio Corrêa de Oliveira. Manuel de Oliveira Lima y João Camilo de Oliveira Torres en historia.